# 幸田町立南部中学校
幸田町立南部中学校（こうたちょうりつ なんぶちゅうがっこう）とは､愛知県額田郡幸田町にある公立の中学校である。

## 概要
- 幸田町立深溝小学校校区、及び幸田町立豊坂小学校校区の一部（六栗、上六栗、桐山）の生徒が通学する[1]。
- 幸田町立幸田中学校の生徒数増加に伴い、幸田町2番目の中学校として設置された。校名は一般公募され、幸田町の南部に位置することから名づけられた[2]。

## 沿革
- 1982年（昭和57年）
  - 6月25日 - 町議会で校名が「南部中学校」に決まる。
  - 7月29日 - 起工式を行う。
- 1983年（昭和58年）
  - 3月30日 - 校舎が完成する。
  - 4月1日 - 幸田町立幸田中学校から分離し、開校。開校時の生徒数は385名。
  - 4月5日 - 開校式を行う。
  - 7月8日 - プールが完成する。
- 1984年（昭和59年）2月13日 - 武道館が完成する。

## 交通アクセス
- JR東海東海道本線三ケ根駅下車、徒歩約15分。
- えこたんバス南ルート「市場公民館東」バス停より徒歩約7分。

## 周辺施設
- 幸田町立深溝小学校
- 深溝保育園
- 幸田町郷土資料館
- デンソー幸田製作所
- 東海道本線三ケ根駅